# Cladocarpus verrilli
Cladocarpus verrilli is een hydroïdpoliep uit de familie Aglaopheniidae. De poliep komt uit het geslacht Cladocarpus. Cladocarpus verrilli werd in 1900 voor het eerst wetenschappelijk beschreven door Nutting. 